# Lista siturilor arheologice din județul Harghita - F
Lista siturilor arheologice din județul Harghita - F conține toate siturile arheologice din județul Harghita înscrise în Repertoriul Arheologic Național (RAN) și aflate în localități al căror nume începe cu litera F. RAN este administrat de Ministerul Culturii și Patrimoniului Național și cuprinde date științifice, cartografice, topografice, imagini și planuri, precum și orice alte informații privitoare la zonele cu potențial arheologic, studiate sau nu, încă existente sau dispărute.
Puteți căuta un sit din localitățile care încep cu litera F folosind formularul de mai jos sau puteți naviga prin toate siturile din județ la Lista siturilor arheologice din județul Harghita.
| Cod RAN                                  | Denumire | Localitate                                           | Adresă                              | Datare                               | Descoperit                           | Coordonate                                    | Imagine           | Erori            |
| ---------------------------------------- | --- | ---------------------------------------------------- | ----------------------------------- | ------------------------------------ | ------------------------------------ | --------------------------------------------- | ----------------- | ---------------- |
| 84861.01.01 (Cod LMI: HR-I-m-B-12667.01) | Mănăstirea fortificată de la Firtușu - "Dealul Firtoș" / ansamblu anonim (Categorie: structură de cult/religioasă) (Tip: Mănăstire fortificată) | sat Firtușu, comuna Lupeni                           | Dealul Firtoș                       | sec. XIII                            |                                      | 46°26′31″N 25°08′58″E / 46.44191°N 25.14937°E | Încărcați imagine | Raportați eroare |
| 84861.01.02 (Cod LMI: HR-I-m-B-12667.02) | Mănăstirea fortificată de la Firtușu - "Dealul Firtoș" / ansamblu anonim (Categorie: structură de cult/religioasă) (Tip: Așezare)               | sat Firtușu, comuna Lupeni                           | Dealul Firtoș                       | geto-dacică sec. II-II î.Chr.        |                                      | 46°26′31″N 25°08′58″E / 46.44191°N 25.14937°E | Încărcați imagine | Raportați eroare |
| 84861.01.03 (Cod LMI: HR-I-s-B-12667)    | Mănăstirea fortificată de la Firtușu - "Dealul Firtoș" / ansamblu anonim (Categorie: structură de cult/religioasă) (Tip: Așezare)               | sat Firtușu, comuna Lupeni                           | Dealul Firtoș                       |                                      |                                      | 46°26′31″N 25°08′58″E / 46.44191°N 25.14937°E | Încărcați imagine | Raportați eroare |
| 83892.01.01                              | Mormintele medievale de la Firtănuș - "Vatra Satului" / ansamblu anonim (Categorie: descoperire funerară) (Tip: Mormânt)                        | sat Firtănuș, comuna Avrămești                       | Nr. 46, punct Vatra satului         | sec. XVII                            |                                      | 46°24′27″N 25°05′40″E / 46.40744°N 25.09444°E | Încărcați imagine | Raportați eroare |
| 83892.02.01                              | Situl arheologic de la Firtănuș - "Mács-Ortoványa" / ansamblu anonim (Categorie: locuire) (Tip: sit)                                            | sat Firtănuș, comuna Avrămești                       | Mács-Ortoványa                      |                                      |                                      | 46°24′18″N 25°04′57″E / 46.40489°N 25.08238°E | Încărcați imagine | Raportați eroare |
| 83892.02.02                              | Situl arheologic de la Firtănuș - "Mács-Ortoványa" / ansamblu anonim (Categorie: locuire) (Tip: sit)                                            | sat Firtănuș, comuna Avrămești                       | Mács-Ortoványa                      |                                      |                                      | 46°24′18″N 25°04′57″E / 46.40489°N 25.08238°E | Încărcați imagine | Raportați eroare |
| 83892.03.01                              | Așezarea din epoca bronzului de la Firtănuș - "Dealul Laz" / ansamblu anonim (Categorie: locuire civilă) (Tip: Așezare)                         | sat Firtănuș, comuna Avrămești                       | Dealul Laz                          |                                      |                                      |                                               | Încărcați imagine | Raportați eroare |
| 83892.04.01                              | Așezarea din epoca bronzului de la Firtănuș - "Középláb" / ansamblu anonim (Categorie: locuire civilă) (Tip: Așezare)                           | sat Firtănuș, comuna Avrămești                       | Középláb                            |                                      | Fekete Hajnal 1987                   |                                               | Încărcați imagine | Raportați eroare |
| 83543.01.01                              | Situl arheologic de la Filiaș - "Pământul Pădurii Mari" / ansamblu Așezare din epoca bronzului (Categorie: locuire civilă) (Tip: Așezare)       | localitate componentă Filiaș, oraș Cristuru Secuiesc | Pământul Pădurii Mari               | Wietenberg                           | Z. Szekely și I. Molnar 1961         | 46°15′46″N 25°01′51″E / 46.26278°N 25.03083°E | Încărcați imagine | Raportați eroare |
| 83543.01.02                              | Situl arheologic de la Filiaș - "Pământul Pădurii Mari" / ansamblu Locuință dacică (Categorie: locuire civilă) (Tip: Așezare)                   | localitate componentă Filiaș, oraș Cristuru Secuiesc | Pământul Pădurii Mari               | geto-dacică sec. I î.Chr. - I d.Chr  | Z. Szekely și I. Molnar 1961         | 46°15′46″N 25°01′51″E / 46.26278°N 25.03083°E | Încărcați imagine | Raportați eroare |
| 83543.01.03                              | Situl arheologic de la Filiaș - "Pământul Pădurii Mari" / ansamblu anonim (Categorie: locuire civilă) (Tip: Așezare)                            | localitate componentă Filiaș, oraș Cristuru Secuiesc | Pământul Pădurii Mari               | romană Sec II-III d. Hr.             | Z. Szekely și I. Molnar 1961         | 46°15′46″N 25°01′51″E / 46.26278°N 25.03083°E | Încărcați imagine | Raportați eroare |
| 83543.01.04                              | Situl arheologic de la Filiaș - "Pământul Pădurii Mari" / ansamblu anonim (Categorie: locuire civilă) (Tip: Așezare)                            | localitate componentă Filiaș, oraș Cristuru Secuiesc | Pământul Pădurii Mari               | Ipotești - Cândești sec. VII-VIII    | Z. Szekely și I. Molnar 1961         | 46°15′46″N 25°01′51″E / 46.26278°N 25.03083°E | Încărcați imagine | Raportați eroare |
| 83543.02.01 (Cod LMI: HR-II-m-A-12819)   | Situl arheologic Filiaș - Conacul Ugron / ansamblu Urme de locuire medievală de secol XIV - XV (Categorie: locuire) (Tip: Așezare)              | localitate componentă Filiaș, oraș Cristuru Secuiesc | Filiaș, nr.100, punct Conacul Ugron | Sec. XIV - XV                        | A. Szekely și I. Demeter. 1990       | 46°16′11″N 25°00′47″E / 46.26972°N 25.01306°E | Încărcați imagine | Raportați eroare |
| 83543.02.02 (Cod LMI: HR-II-m-A-12819)   | Situl arheologic Filiaș - Conacul Ugron / ansamblu Urme de locuire medievală (Categorie: locuire) (Tip: Așezare)                                | localitate componentă Filiaș, oraș Cristuru Secuiesc | Filiaș, nr.100, punct Conacul Ugron | Sec. XV - XVIII                      | A. Szekely și I. Demeter. 1990       | 46°16′11″N 25°00′47″E / 46.26972°N 25.01306°E | Încărcați imagine | Raportați eroare |
| 83543.03.01                              | Situl arheologic de la Filiaș - "Cimitirul vechi - Capela" / ansamblu anonim (Categorie: locuire civilă) (Tip: Așezare)                         | localitate componentă Filiaș, oraș Cristuru Secuiesc | Cimitirul vechi - Capela            |                                      | E. Benko, A. Szekely și I. Ughy 1980 | 46°15′55″N 25°01′01″E / 46.26528°N 25.01694°E | Încărcați imagine | Raportați eroare |
| 83543.03.02                              | Situl arheologic de la Filiaș - "Cimitirul vechi - Capela" / ansamblu Capelă medievală (Categorie: locuire civilă) (Tip: Capelă)                | localitate componentă Filiaș, oraș Cristuru Secuiesc | Cimitirul vechi - Capela            | sec. XV                              | E. Benko, A. Szekely și I. Ughy 1980 | 46°15′55″N 25°01′01″E / 46.26528°N 25.01694°E | Încărcați imagine | Raportați eroare |
| 83543.04.01                              | Așezarea medievală târzie de la Filiaș - "Vatra Satului" / ansamblu Așezare medievală (Categorie: locuire civilă) (Tip: Așezare)                | localitate componentă Filiaș, oraș Cristuru Secuiesc | Vatra satului                       | sec. XV-XVII                         | Benko Elek 1987                      | 46°16′12″N 25°01′09″E / 46.27009°N 25.01914°E | Încărcați imagine | Raportați eroare |
| 83543.05.01                              | Situl arheologic de la Filiaș - "Alsó-kövesföld" / ansamblu Fragmente ceramice (Categorie: locuire civilă) (Tip: Așezare)                       | localitate componentă Filiaș, oraș Cristuru Secuiesc | Alsó-kövesföld                      | Coțofeni                             | Benko Elek 1979                      | 46°15′26″N 24°59′50″E / 46.25722°N 24.99722°E | Încărcați imagine | Raportați eroare |
| 83543.05.02                              | Situl arheologic de la Filiaș - "Alsó-kövesföld" / ansamblu Fragmente ceramice (Categorie: locuire civilă) (Tip: Așezare)                       | localitate componentă Filiaș, oraș Cristuru Secuiesc | Alsó-kövesföld                      |                                      | Benko Elek 1979                      | 46°15′26″N 24°59′50″E / 46.25722°N 24.99722°E | Încărcați imagine | Raportați eroare |
| 83543.05.03                              | Situl arheologic de la Filiaș - "Alsó-kövesföld" / ansamblu anonim (Categorie: locuire civilă) (Tip: Așezare)                                   | localitate componentă Filiaș, oraș Cristuru Secuiesc | Alsó-kövesföld                      | Sântana de Mureș - Cerneahov sec.IV  | Benko Elek 1979                      | 46°15′26″N 24°59′50″E / 46.25722°N 24.99722°E | Încărcați imagine | Raportați eroare |
| 83543.05                                 | Situl arheologic de la Filiaș - "Alsó-kövesföld" / ansamblu Fragmente ceramice (Categorie: locuire civilă) (Tip: Așezare)                       | localitate componentă Filiaș, oraș Cristuru Secuiesc | Alsó-kövesföld                      | romană                               | Benko Elek 1979                      | 46°15′26″N 24°59′50″E / 46.25722°N 24.99722°E | Încărcați imagine | Raportați eroare |
| 83543.05.05                              | Situl arheologic de la Filiaș - "Alsó-kövesföld" / ansamblu Fragmente ceramice (Categorie: locuire civilă)                                      | localitate componentă Filiaș, oraș Cristuru Secuiesc | Alsó-kövesföld                      | Sântana de Mureș - Cerneahov         | Benko Elek 1979                      | 46°15′26″N 24°59′50″E / 46.25722°N 24.99722°E | Încărcați imagine | Raportați eroare |
| 83543.06.01                              | Situl arheologic de la Filiaș - "Dealul Pietros" / ansamblu Fragmente ceramice (Categorie: locuire) (Tip: Așezare)                              | localitate componentă Filiaș, oraș Cristuru Secuiesc | Dealul Pietros                      | Coțofeni                             | 1963                                 | 46°15′31″N 24°59′55″E / 46.25861°N 24.99861°E | Încărcați imagine | Raportați eroare |
| 83543.06.03                              | Situl arheologic de la Filiaș - "Dealul Pietros" / ansamblu Urme de locuire romană (Categorie: locuire) (Tip: Villa rustica)                    | localitate componentă Filiaș, oraș Cristuru Secuiesc | Dealul Pietros                      | romană                               | 1963                                 | 46°15′31″N 24°59′55″E / 46.25861°N 24.99861°E | Încărcați imagine | Raportați eroare |
| 83543.06.04                              | Situl arheologic de la Filiaș - "Dealul Pietros" / ansamblu Fragmente ceramice (Categorie: locuire) (Tip: Așezare)                              | localitate componentă Filiaș, oraș Cristuru Secuiesc | Dealul Pietros                      | geto-dacică                          | 1963                                 | 46°15′31″N 24°59′55″E / 46.25861°N 24.99861°E | Încărcați imagine | Raportați eroare |
| 83543.06.02                              | Situl arheologic de la Filiaș - "Dealul Pietros" / ansamblu Fragmente ceramice (Categorie: locuire)                                             | localitate componentă Filiaș, oraș Cristuru Secuiesc | Dealul Pietros                      |                                      | 1963                                 | 46°15′31″N 24°59′55″E / 46.25861°N 24.99861°E | Încărcați imagine | Raportați eroare |
| 83543.07.02                              | Așezarea din sec. III-IV de la Filiaș - "Crescătoria de porci" / ansamblu Urme de locuire (Categorie: locuire) (Tip: Așezare)                   | localitate componentă Filiaș, oraș Cristuru Secuiesc | Crescătoria de porci                | Sec. III - IV                        | 1979                                 | 46°15′40″N 25°00′22″E / 46.26111°N 25.00611°E | Încărcați imagine | Raportați eroare |
| 83543.07.01                              | Așezarea din sec. III-IV de la Filiaș - "Crescătoria de porci" / ansamblu Fragmente ceramice (Categorie: locuire) (Tip: Așezare)                | localitate componentă Filiaș, oraș Cristuru Secuiesc | Crescătoria de porci                |                                      | 1979                                 | 46°15′40″N 25°00′22″E / 46.26111°N 25.00611°E | Încărcați imagine | Raportați eroare |
| 83543.08.01                              | Situl preistoric de la Filiaș - "Sukoró" / ansamblu Fragmente ceramice atipice (Categorie: locuire) (Tip: Așezare)                              | localitate componentă Filiaș, oraș Cristuru Secuiesc | Sukoró                              |                                      | 1979                                 | 46°15′08″N 24°59′29″E / 46.25222°N 24.99139°E | Încărcați imagine | Raportați eroare |
| 83543.09.01                              | Situl arheologic de la Filiaș - "Komjáca" / ansamblu Fragmente ceramice (Categorie: locuire) (Tip: Așezare)                                     | localitate componentă Filiaș, oraș Cristuru Secuiesc | Komjáca                             | Starčevo - Criș                      | Benko Elek 1979                      | 46°15′05″N 25°01′10″E / 46.25139°N 25.01944°E | Încărcați imagine | Raportați eroare |
| 83543.09.03                              | Situl arheologic de la Filiaș - "Komjáca" / ansamblu anonim (Categorie: locuire) (Tip: Așezare)                                                 | localitate componentă Filiaș, oraș Cristuru Secuiesc | Komjáca                             |                                      | Benko Elek 1979                      | 46°15′05″N 25°01′10″E / 46.25139°N 25.01944°E | Încărcați imagine | Raportați eroare |
| 83543.09.04                              | Situl arheologic de la Filiaș - "Komjáca" / ansamblu Fragment de vas (Categorie: locuire) (Tip: Așezare)                                        | localitate componentă Filiaș, oraș Cristuru Secuiesc | Komjáca                             |                                      | Benko Elek 1979                      | 46°15′05″N 25°01′10″E / 46.25139°N 25.01944°E | Încărcați imagine | Raportați eroare |
| 83543.09.02                              | Situl arheologic de la Filiaș - "Komjáca" / ansamblu Fragmente ceramice (Categorie: locuire) (Tip: Așezare)                                     | localitate componentă Filiaș, oraș Cristuru Secuiesc | Komjáca                             |                                      | Benko Elek 1979                      | 46°15′05″N 25°01′10″E / 46.25139°N 25.01944°E | Încărcați imagine | Raportați eroare |
| 83543.10.01                              | Locuirea de epoca bronzului de la Filiaș - "Pământul lui Adam" / ansamblu Fragmente ceramice (Categorie: locuire) (Tip: Așezare)                | localitate componentă Filiaș, oraș Cristuru Secuiesc | Pământul lui Adam                   |                                      | Benko Elek 1979                      | 46°16′19″N 25°01′47″E / 46.27195°N 25.02972°E | Încărcați imagine | Raportați eroare |
| 83543.11.01                              | Situl preistoric de la Filiaș - "Kádaratása" / ansamblu Urme de locuire (Categorie: structură de cult/religioasă) (Tip: Așezare)                | localitate componentă Filiaș, oraș Cristuru Secuiesc | Kádaratása                          | Wietenberg                           | Csoma Jozsef 1978                    | 46°15′25″N 25°02′17″E / 46.25694°N 25.03806°E | Încărcați imagine | Raportați eroare |
| 83543.11.02                              | Situl preistoric de la Filiaș - "Kádaratása" / ansamblu Fragmente ceramice (Categorie: structură de cult/religioasă) (Tip: Fortificație)        | localitate componentă Filiaș, oraș Cristuru Secuiesc | Kádaratása                          | geto-dacică sec. I î.Chr. - I d.Chr. | Csoma Jozsef 1978                    | 46°15′25″N 25°02′17″E / 46.25694°N 25.03806°E | Încărcați imagine | Raportați eroare |
| 83543.12.01                              | Situl preistoric de la Filiaș - "Gurghiu" / ansamblu Fragmente ceramice (Categorie: locuire) (Tip: Așezare)                                     | localitate componentă Filiaș, oraș Cristuru Secuiesc | Gurghiu                             |                                      | 1979                                 |                                               | Încărcați imagine | Raportați eroare |
| 83204.01.01                              | Biserica medievală de la Felicieni / ansamblu anonim (Categorie: structură de cult/religioasă) (Tip: Biserică)                                  | sat Felicieni, comuna Feliceni                       |                                     | sec. XIII-XIV                        |                                      |                                               | Încărcați imagine | Raportați eroare |
| 84424.01                                 | Sabia de bronz hallstattiană de la Frumoasa (Categorie: descoperire izolată) (Tip: obiect izolat)                                               | sat Frumoasa, comuna Frumoasa                        |                                     |                                      |                                      |                                               | Încărcați imagine | Raportați eroare |
| 84861.02.01                              | Tezaurul monetar roman de la Firtuș / ansamblu anonim (Categorie: depozit/tezaur) (Tip: tezaur)                                                 | sat Firtușu, comuna Lupeni                           | Platoul Firtuș                      |                                      |                                      |                                               | Încărcați imagine | Raportați eroare |
| 84861.03.01                              | Turnul roman de la Firtușu - "Péterhegyese" / ansamblu anonim (Categorie: fortificație) (Tip: Turn de pază)                                     | sat Firtușu, comuna Lupeni                           | Péterhegyese                        |                                      |                                      |                                               | Încărcați imagine | Raportați eroare |
| 84861.03.02                              | Turnul roman de la Firtușu - "Péterhegyese" / ansamblu anonim (Categorie: fortificație) (Tip: Turn)                                             | sat Firtușu, comuna Lupeni                           | Péterhegyese                        |                                      |                                      |                                               | Încărcați imagine | Raportați eroare |
| 84861.04.01                              | Depozitul de bronzuri de la Firtușu / ansamblu anonim (Categorie: depozit/tezaur) (Tip: Depozit)                                                | sat Firtușu, comuna Lupeni                           |                                     |                                      |                                      |                                               | Încărcați imagine | Raportați eroare |
| 84861.05                                 | Piesele de harnașament din aur (tezaur ?) de la Firtușu (Categorie: descoperire izolată) (Tip: tezaur)                                          | sat Firtușu, comuna Lupeni                           |                                     |                                      |                                      |                                               | Încărcați imagine | Raportați eroare |
| 83240.01.01 (Cod LMI: HR-II-a-A-12822)   | Ansamblul bisericii medievale de la Forțeni / ansamblu anonim (Categorie: structură de cult/religioasă) (Tip: Biserică)                         | sat Forțeni, comuna Feliceni                         | 6                                   | sec. XIV - XV - XIX                  |                                      |                                               | Încărcați imagine | Raportați eroare |
| 83240.01.02 (Cod LMI: HR-II-a-A-12822)   | Ansamblul bisericii medievale de la Forțeni / ansamblu anonim (Categorie: structură de cult/religioasă) (Tip: Incintă)                          | sat Forțeni, comuna Feliceni                         | 6                                   | sec. XIV - XV - XIX                  |                                      |                                               | Încărcați imagine | Raportați eroare |
| 85706.01.01                              | Situl arheologic Fitod - "Csere-alja" / ansamblu anonim (Categorie: așezare) (Tip: așezare)                                                     | sat Fitod, comuna Leliceni                           | Csere-alja                          | Wietenberg                           | 12.11.2009                           | 46°21′35″N 25°51′23″E / 46.35977°N 25.85638°E | Încărcați imagine | Raportați eroare |
| 85706.01.02                              | Situl arheologic Fitod - "Csere-alja" / ansamblu anonim (Categorie: așezare) (Tip: așezare)                                                     | sat Fitod, comuna Leliceni                           | Csere-alja                          | dacică                               | 12.11.2009                           | 46°21′35″N 25°51′23″E / 46.35977°N 25.85638°E | Încărcați imagine | Raportați eroare |
| 83204.02                                 | Topor de cupru de la Felicieni (Categorie: descoperire izolată) (Tip: obiect izolat)                                                            | sat Felicieni, comuna Feliceni                       |                                     |                                      |                                      |                                               | Încărcați imagine | Raportați eroare |
| 83204.03                                 | Fibulă de bronz de la Felicieni (Categorie: descoperire izolată) (Tip: obiect izolat)                                                           | sat Felicieni, comuna Feliceni                       |                                     |                                      |                                      |                                               | Încărcați imagine | Raportați eroare |
| 84424.02.01                              | Capela medievală la Frumoasa - "Muntele Fumos" / ansamblu anonim (Categorie: structură de cult/religioasă) (Tip: Capelă)                        | sat Frumoasa, comuna Frumoasa                        | Muntele Fumos                       |                                      |                                      |                                               | Încărcați imagine | Raportați eroare |